# Andrew Wilson (Schwimmer)
Andrew Lawrence Wilson (* 16. September 1993 in Bethesda, Maryland) ist ein ehemaliger Schwimmer aus den Vereinigten Staaten. Er erhielt bei Olympischen Spielen eine Goldmedaille. Bei Weltmeisterschaften erschwamm er zweimal Silber auf der 50-Meter-Bahn sowie je eine Gold- und  Silbermedaille auf der 25-Meter-Bahn.

## Sportliche Karriere
Andrew Wilson studierte ab 2012 Physik und Mathematik an der Emory University. Vor den Olympischen Spielen 2016 unterbrach er sein Studium für ein Jahr, konnte sich aber als Fünfter über 100 Meter Brust und als Vierter über 200 Meter Brust nicht qualifizieren.
Bei der Universiade 2017 in Taipeh gewann Wilson zunächst über 100 Meter Brust zeitgleich mit dem Belarussen Ilja Schymanowitsch, wobei die beiden 0,02 Sekunden vor dem Kasachen Dmitri Balandin anschlugen. Über 200 Meter Brust hatte Wilson als Sieger über eine Sekunde Vorsprung auf Balandin. Über 50 Meter Brust war Schymanowitsch 0,1 Sekunde eher am Ziel als der Schwede Johannes Skagius. Der Deutsche Fabian Schwingenschlögl wurde 0,14 Sekunden hinter dem Schweden Dritter mit einer Hundertstelsekunde vor Wilson, eine weitere Hundertstelsekunde dahinter wurde Balandin Fünfter. Die 4-mal-100-Meter-Lagenstaffel der Vereinigten Staaten hatte im Ziel über anderthalb Sekunden Vorsprung vor den Russen und den Japanern und siegte mit Justin Ress, Andrew Wilson, Justin Lynch und Ryan Held.
2018 belegte Wilson bei den Pan Pacific Swimming Championships 2018 den vierten Platz über 100 Meter Brust. In der 4-mal-100-Meter-Lagenstaffel gewannen Ryan Murphy, Andrew Wilson, Caeleb Dressel und Nathan Adrian mit 0,05 Sekunden Vorsprung vor den Japanern. Bei den Kurzbahnweltmeisterschaften 2018 in Hangzhou belegte Wilson den achten Platz über 100 Meter Brust. Über 200 Meter Brust schied er als Vorlaufneunter aus. In der 4-mal-50-Meter-Lagenstaffel schwammen im Vorlauf Matt Grevers, Andrew Wilson, Jack Conger und Michael Chadwick die drittschnellste Zeit. Im Finale wurden Ryan Murphy, Michael Andrew, Caeleb Dressel und Ryan Held Zweite hinter den Russen, alle acht beteiligten Schwimmer aus den Vereinigten Staaten erhielten eine Silbermedaille. In der 4-mal-100-Meter-Lagenstaffel waren Matt Grevers, Michael Andrew, Jack Conger und Blake Pieroni die Vorlaufschnellsten. Im Finale gewannen Ryan Murphy, Andrew Wilson, Caeleb Dressel und Ryan Held vor den Russen.
2019 wurde Wilson bei den Weltmeisterschaften in Gwangju sowohl über 100 Meter Brust als auch über 200 Meter Brust Sechster. In der 4-mal-100-Meter-Lagenstaffel qualifizierten sich Matt Grevers, Michael Andrew, Jack Conger und Zach Apple als zweitschnellste Staffel hinter den Russen für das Finale. Im Endlauf siegten die Briten vor Ryan Murphy, Andrew Wilson, Caeleb Dressel und Nathan Adrian, die Russen wurden Dritte. In der 4-mal-100-Meter-Mixed-Lagenstaffel schwammen Matt Grevers, Andrew Wilson, Kelsi Dahlia und Mallory Comerford die schnellste Vorlaufzeit. Im Endlauf siegten die Australier mit 0,02 Sekunden Vorsprung vor Ryan Murphy, Lilly King, Caeleb Dressel und Simone Manuel.
Wegen der COVID-19-Pandemie wurden die Olympischen Spiele in Tokio erst 2021 ausgetragen. Über 100 Meter Brust wurde er Sechster zeitgleich mit dem Chinesen Yan Zibei. Über 200 Meter Brust schwamm Wilson in den Vorläufen die 17. Zeit, 0,03 Sekunden fehlten ihm zum Erreichen des Halbfinales. In der 4-mal-100-Meter-Mixed-Lagenstaffel schwammen Regan Smith, Andrew Wilson, Tom Shields und Abbey Weitzeil hinter der britischen Staffel die zweitschnellste Vorlaufzeit. Im Finale waren Ryan Murphy, Lydia Jacoby, Torri Huske und Caeleb Dressel 0,44 Sekunden schneller als die Vorlaufstaffel, wurden aber nur Fünfte mit mehr als anderthalb Sekunden Rückstand auf das drittplatzierte australische Quartett. Schließlich trat das US-Team im Vorlauf der 4-mal-100-Meter-Lagenstaffeln mit Hunter Armstrong, Andrew Wilson, Tom Shields und Blake Pieroni an und schwamm die siebtbeste Zeit mit 0,33 Sekunden Vorsprung auf die neuntplatzierten Polen. Im Finale waren Ryan Murphy, Michael Andrew, Caeleb Dressel und Zach Apple fünfeinhalb Sekunden schneller und siegten mit neuem Weltrekord vor den Briten.